# 科爾奇夫卡 (切爾尼亞希夫區)
50°25′59″N 28°15′9″E / 50.43306°N 28.25250°E
科爾奇夫卡（烏克蘭語：Корчівка）是烏克蘭北部的村莊，隸屬日托米爾州的日托米爾區。該村面積1.48平方公里，海拔高度204米，2001年人口106，人口密度每平方公里221.76人。